# 2686 Linda Susan
2686 Linda Susan è un asteroide della fascia principale. Scoperto nel 1981, presenta un'orbita caratterizzata da un semiasse maggiore pari a 3,0049949 UA e da un'eccentricità di 0,0469958, inclinata di 9,33117° rispetto all'eclittica.